# Половецька вулиця (Київ)
Полове́цька ву́лиця — вулиця в Шевченківському районі міста Києва, в місцевості Татарка. Пролягає від Нагірної до Підгірної вулиці.
Прилучаються вулиці Князя Володимира Мономаха, Загорівська і Татарський провулок.

## Історія
Вулиця виникла в 30–40-х роках XIX століття під назвою Загородна Лук'янівська, за її розташуванням на околиці Лук'янівки (фігурувала також під назвами Загородна і Лук'янівська). Сучасну назву вулиця отримала у 1869 року, згідно з пропозицією землеміра Таїрова, який запропонував надати тюркські найменування в цій місцевості ще двом паралельним вулицям — Татарській та Печенізькій.
Спершу вулиця забудовувалася одноповерховими дерев'яними садибами. У 1970–80-х роках майже всю забудову на вулиці змінено.
До 1980-х років існували також Половецький провулок і Половецький тупик (були розташовані між Половецькою вулицею і вулиця Кмитів Яр; ліквідовані в зв'язку зі знесенням старої забудови).

## Установи та заклади
- Бібліотека імені Степана Васильченка для дітей (буд. № 7/13)
- Бібліотека імені Т. Г. Шевченка Шевченківського району м. Києва (буд. № 14-А)
- Гуртожиток Державної академії статистики, обліку та аудиту Держкомстату України (буд. № 29)